# Frederick William Winterbotham

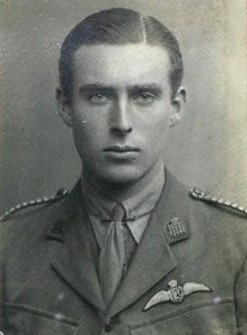
Frederick William Winterbotham, 1917

Frederick William Winterbotham (* 16. April 1897 in Stroud; † 28. Januar 1990 in Blandford) war ein britischer Jagdflieger und Geheimdienstmitarbeiter. Er war Group Captain (entspricht Oberst) der britischen Royal Air Force. Zu seinen Aufgaben während des Zweiten Weltkriegs gehörte die Verteilung der aus Ultra gewonnenen nachrichtendienstlichen Informationen. International berühmt wurde er 1974 durch sein Buch The Ultra Secret („Das Ultra-Geheimnis“), mit dem weltweit zum ersten Mal in englischer Sprache publiziert wurde, dass die Alliierten während des gesamten Krieges die deutschen Enigma-Funksprüche entziffert hatten.

## Leben
Wie Frederick William Winterbotham im Jahr 1984 in einem Audio-Interview (siehe Weblinks) selbst betonte, wurde er im 19. Jahrhundert in England noch unter der Regierung von Queen Victoria (1819–1901) geboren. Nach seiner Ausbildung in Oxford diente er im Ersten Weltkrieg als Jagdflieger im Royal Flying Corps und wurde am 13. Juli 1917 abgeschossen. Er geriet in deutsche Kriegsgefangenschaft und verbrachte den Rest des Krieges in Lagern, hauptsächlich in Holzminden. Nach dem Krieg ging er für einige Zeit nach Afrika in die damaligen britischen Kronkolonien Kenia und Rhodesien. 1929 kam er ins Vereinigte Königreich zurück und trat der Royal Air Force bei. Er wurde der neugegründeten Luftwaffensektion des Secret Intelligence Service (MI6) zugeordnet und bekam die Aufgabe, nachrichtendienstliche Informationen über feindliche beziehungsweise potenziell feindliche Luftwaffen zu sammeln. Dazu stellte er Agenten ein, steuerte und koordinierte sie und wertete ihre Berichte aus. So erfuhr er, dass Deutschland ein geheimes Abkommen mit der Sowjetunion geschlossen hatte, und im Bruch des Versailler Vertrags seine Piloten heimlich in der Sowjetunion ausbildete. Über seinen Agenten William de Ropp erfuhr er auch, dass die deutschen Nationalsozialisten, wenn auch noch nicht an der Macht, beabsichtigten, ihre Ideologie auch in Großbritannien zu etablieren. So kam es im Jahr 1932 zu einer Begegnung von Winterbotham mit einem der damals führenden Nazi-Ideologen Alfred Rosenberg. Er begleitete ihn durch das Vereinigte Königreich, selbstverständlich ohne sich als MI6-Mann erkennen zu geben, und versuchte, verwertbare Informationen von Rosenberg zu erhalten. Winterbotham spielte diese Rolle als vermeintlicher Sympathisant Nazi-Deutschlands durchgehend bis zum Ausbruch des Zweiten Weltkriegs. Er bekam Kontakt zu höchsten Kreisen Nazideutschlands und traf unter anderem Hitler, Göring und führende Offiziere der deutschen Luftwaffe wie Erhard Milch und Albert Kesselring. Es gelang ihm, für die Briten äußerst wertvolle militärische Erkenntnisse über die Luftwaffe sowie auch allgemeine taktische, strategische und politische Informationen zu sammeln.
Mit Beginn des Zweiten Weltkriegs konzentrierte er sich in führender Position innerhalb des MI6 auf die durch den erfolgreichen Bruch des geheimen deutschen Nachrichtenverkehrs gewonnenen Informationen. Wie damals nur wenige wussten, konnten britische Codebreaker im englischen Bletchley Park unter anderem die von den deutschen Militärs zur Verschlüsselung ihrer Funksprüche benutzte Rotor-Schlüsselmaschine Enigma entziffern. Die daraus gewonnenen nachrichtendienstlichen Erkenntnisse wurden unter dem Decknamen Ultra zusammengefasst. Zu Winterbothams Aufgaben gehörte hierbei, dafür Sorge zu tragen, dass die Quelle der Ultra-Informationen, nämlich der gelungene Bruch der Enigma, unbedingt geheim blieb (Britain’s best kept secret, deutsch Britanniens bestgehütetes Geheimnis). Dazu schuf er Special Liaison Units (spezielle Verbindungseinheiten), abgekürzt SLU, die zur Tarnung zumeist mit rangniedrigen Offizieren besetzt waren, um keine unnötige Aufmerksamkeit oder Verdacht zu erregen. Diese bekamen die aus Ultra extrahierten Informationen aufbereitet zur Weitergabe an die kommandierenden Offiziere vor Ort, so dass sie strategisch und taktisch genutzt werden konnten, ohne das „Ultra-Geheimnis“ zu gefährden. Winterbotham löste diese Aufgabe brillant. Die Deutschen erfuhren während der gesamten Krieges und auch viele Jahre danach nichts über Ultra.
Erst 1974 ging Winterbotham mit seinem Buch The Ultra Secret („Das Ultra-Geheimnis“) an die Öffentlichkeit. Dies war die erste Veröffentlichung zum Bruch der Enigma in englischer Sprache. Zwar hatte bereits 1967 Władysław Kozaczuk mit seinem in polnischer Sprache veröffentlichten Buch Bitwa o tajemnice (deutsch Kampf um Geheimnisse) das Geheimnis enthüllt, es wurde damals allerdings international, speziell in der westlichen Welt, kaum beachtet. Erst das 1973 auf Französisch erschienene Buch Enigma ou la plus grande énigme de la guerre 1939–1945 (deutsch Enigma oder das größte Rätsel des Krieges 1939–1945) von Gustave Bertrand wurde im Westen zur Kenntnis genommen. Mit dem ein Jahr später veröffentlichten The Ultra Secret schließlich war der erfolgreiche Bruch der deutschen Verschlüsselungen durch die Alliierten während des Zweiten Weltkriegs endgültig kein Geheimnis mehr.

## Schriften (Auswahl)
- Secret and Personal. London, 1969.
- The Ultra Secret. Weidenfeld and Nicolson, London, 1974, ISBN 0-297-76832-8.
- Aktion Ultra (Deutschsprachige Übersetzung von The Ultra Secret). Ullstein, Berlin, 1976, ISBN 3-550-07335-6.
- The Nazi Connection. London: Weidenfeld and Nicolson, 1978. ISBN 0-297-77458-1.
- The Ultra Spy: An Autobiography. London: Macmillan, 1989. ISBN 0-333-51425-4.